# Laura Räty
Pour les articles homonymes, voir Räty.
Laura Kaarina Räty, née le 14 septembre 1977 à Äänekoski, est une femme politique finlandaise membre du Parti de la Coalition nationale (Kok). Elle est ministre de la Santé du 24 juin 2014 au 29 mai 2015.

## Biographie

### Élue locale
Titulaire d'une licence de médecine obtenue à l'université d'Helsinki, elle est élue en octobre 2004 au conseil municipal de la capitale finlandaise. En 2011, elle est nommée adjointe au maire Jussi Pajunen, chargée des Affaires sociales et de la Santé publique. Elle est reconduite après les élections de 2012.

### Ministre de la Santé
Avec la formation du gouvernement du nouveau Premier ministre conservateur Alexander Stubb le 24 juin 2014, elle devient ministre des Affaires sociales et de la Santé.